# Solanum abutiloides
Solanum abutiloides es una especie de planta fanerógama de la familia de las solanáceas.

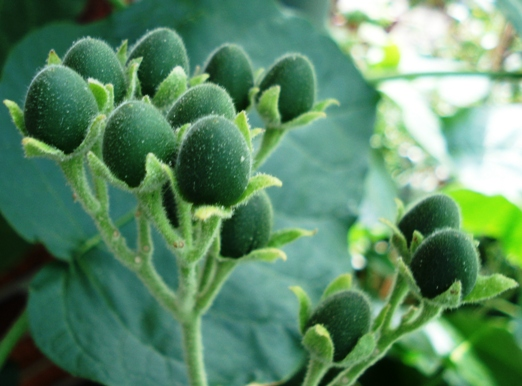
Frutos

## Distribución y hábitat
Es endémica de Argentina y Bolivia y se desarrolla como una planta de maleza en la tierra rocosa, en bancos de la corriente, y matorrales entre 900-3600 metros de altitud. También es conocido como tomate de árbol enano, debido a las similitudes superficiales con Solanum betaceum. Ambas plantas se caracterizan por un rápido crecimiento de la semilla, y el muy fuerte fragante follaje. Solanum abutiloides también se conoce a veces por el arcaico Cyphomandra sibundoyensis.

## Descripción
Solanum abutiloides rápidamente madura en un arbusto o árbol pequeño que alcanza un tamaño de hasta 9 m de altura, aunque por lo general son mucho más pequeñas. Las flores se forman en las ramas en toda la planta, y los distintos grupos pueden contener hasta 60 flores. La inflorescencia es seguida por las frutas - una pequeña baya oblonga que madura a un color amarillo-naranja. Las bayas miden alrededor de 1 cm (o un poco más grande) de diámetro. Cuando está sin madurar, las bayas son levemente tóxicas (como lo son tamarillos), a pesar de que son comestibles al madurar.

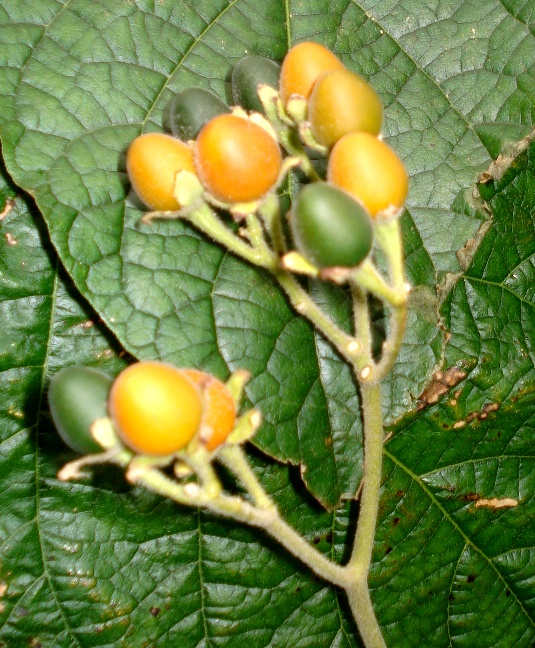
Fruto maduro

## Usos
Los frutos son comestibles, aunque Solanum abutiloides es rara en el cultivo y las plantas no han sido criadas por la calidad de su sabor. Por lo tanto, el fruto a menudo puede tener un sabor desagradable o impredecible, y Solanum abutiloides más a menudo se cultiva como planta ornamental, por los racimos de frutos maduros que son muy decorativos.

## Ecología
Como es común con las solanáceas, plagas como pulgones, ácaros, arañas y la mosca blanca se sienten atraídos por los árboles.

## Taxonomía
Solanum abutiloides fue descrita por (Griseb.) Bitter & Lillo y publicado en Repertorium Specierum Novarum Regni Vegetabilis 12: 136. 1913.
Etimología
Ver: Solanum
abutiloides: epíteto latino compuesto que significa "similar a Abutilon".
Sinonimia
- Cyphomandra abutiloides Griseb.
- Solanum hibiscifolium Rusby[4]